# Xe tăng Iosif Stalin
Xe tăng Iosif Stalin (hay Xe tăng IS), là một loại xe tăng hạng nặng được Liên bang Xô viết phát triển trong Thế chiến II. Những chiếc xe tăng thuộc loại này thỉnh thoảng được gọi là xe tăng JS hay ИС. Nó được đặt theo tên nhà lãnh đạo Liên Xô lúc đó là Iosif Vissarionovich Stalin (điều thú vị là Stalin trong tiếng Nga cũng có nghĩa là "Người đàn ông thép") 
Xe tăng hạng nặng IS được thiết kế với mục đích hỗ trợ các mũi đột phá tiêu diệt các công sự phòng thủ vững chắc của Đức, hoặc hạ gục các loại xe tăng hạng nặng của Đức như Tiger I và Tiger ll. Xe có vỏ giáp rất dày theo tiêu chuẩn thời đó, lên tới 100mm thép nghiêng 60 độ ở phía trước xe (tương đương 200mm thép đặt thẳng đứng), có khả năng chống chịu được pháo 88 mm L/56 của xe tăng Tiger I kể cả ở cự ly gần. Hỏa lực của xe cũng rất mạnh với pháo nòng dài 122mm L/46, đủ khả năng tiêu diệt các xe tăng hạng nặng như Tiger I và Panther của Đức. Nhờ sự kết hợp "giáp dày - pháo lớn" này, IS-2 giành ưu thế áp đảo trước xe tăng Đức trong những trận đấu tăng trực diện, nó có thể tiêu diệt loại xe tăng hạng nặng Đức từ cự ly mà đối phương không thể bắn trả một cách hiệu quả. Sau khi nghiên cứu, tướng xe tăng Heinz Guderian của Đức đã kết luận rằng ngay cả xe tăng hạng nặng Tiger I cũng không phải là đối thủ của IS-2, và phải cần tới ít nhất 3 chiếc xe tăng Tiger I trở lên để có thể đánh bại duy nhất một chiếc IS-2. Để mô tả nỗi sợ hãi khi phải đối mặt với IS-2, lính Đức đã đặt cho IS-2 một biệt danh là "Dooms", nghĩa là "Quỷ dữ".
Cùng với khả năng đấu tăng đáng gờm, IS-2 cũng được dùng như loại xe tăng đột phá, bắn đạn có sức nổ cao để phá hủy các cứ điểm và boong-ke vững chắc. Xe cũng có khả năng việt dã tốt và sửa chữa nhanh, chi phí sản xuất thấp nên có thể sản xuất số lượng khá lớn. Chiếc IS-2 được đưa vào hoạt động tháng 2 năm 1944, và được Hồng quân sử dụng như mũi nhọn ở giai đoạn cuối cuộc chiến, bao gồm cả Trận Berlin.
Dựa trên thành công của IS-2, tháng 3/1945, Liên Xô đã chế tạo ra loại IS-3 có sức mạnh còn lớn hơn nữa. IS-3 vỏ giáp trước tháp pháo dày tới 300mm, cách bố trí giáp tân tiến hơn so với thiết kế IS-2 ban đầu. Không chỉ mạnh về hỏa lực mà còn mạnh về tính linh hoạt trên mặt trận, kèm theo khẩu pháo 122mm có khả năng gây sát thương chí mạng cho đối phương, IS-3 thực sự mang sức mạnh áp chế ngay từ đầu với hỏa lực mạnh cùng với lớp giáp gần như bất khả chiến bại, ngay cả Xe tăng King Tiger (Tiger II) (loại xe tăng mạnh nhất của Đức) cũng không sánh được với IS-3 về các thông số kỹ thuật.

### IS-1 (Object 237)
Loạt xe tăng hạng nặng KV của Liên Xô có vỏ giáp tốt, nhưng bị các kíp lái chỉ trích vì tính cơ động kém, trong khi hỏa lực chỉ là khẩu pháo 76mm, ngang bằng so với loại T-34/76 hạng trung. Năm 1942, vấn đề này đã được giải quyết một phần nhờ loại tăng KV-1S nhẹ hơn và nhanh hơn, nhưng KV-1S vẫn đắt hơn nhiều so với T-34, hỏa lực thì vẫn là khẩu pháo 76mm giống như T-34/76. 
Chương trình chế tạo xe tăng hạng nặng hầu như đã bị Stalin huỷ bỏ từ cuối năm 1942 để dành nguồn lực cho việc chế tạo xe tăng T-34, vì loại xe tăng hạng trung này rẻ hơn nhiều, sức cơ động cũng tốt hơn. Tuy nhiên, quân Đức đã triển khai một số lượng đáng kể xe tăng hạng nặng Panther và Tiger I tại Trận Kursk trong mùa hè năm 1943, chúng có hỏa lực và vỏ giáp vượt trội so với T-34 hạng trung. Điều này đã làm thay đổi mức độ ưu tiên của Liên Xô. Hồng quân cần một loại xe tăng hạng nặng kiểu mới, đủ sức đánh bại Panther và Tiger. Ngành công nghiệp xe tăng Liên Xô đã chế tạo ra loại KV-85, và tiếp tục chương trình thiết kế KV-13 để tạo ra một xe tăng hạng nặng với cách bố trí giáp tiên tiến và pháo chính mạnh hơn so với T-34. Vì Nguyên soái Kliment Voroshilov đã mất sự ưu ái chính trị, loại tăng mới được đặt tên là Xe tăng Iosif Stalin.
Nguyên mẫu IS-85 ban đầu được chấp nhận sản xuất với tên gọi xe tăng hạng nặng IS-1. Tuy có vỏ giáp tốt nhưng hỏa lực của IS-1 vẫn bị đánh giá là chưa đủ mạnh, pháo 85mm L/52 của nó có sức xuyên giáp yếu hơn so với pháo 88mm L/56 trên xe tăng Tiger I của Đức. Mặt khác, ngay cả xe tăng hạng trung T-34 khi đó cũng đã được thử nghiệm trang bị pháo 85mm thay cho pháo 76mm. Việc sản xuất một loại xe tăng hạng nặng trang bị hỏa lực chỉ ngang với xe tăng hạng trung rõ ràng là không hiệu quả cả về yêu cầu chiến đấu lẫn chi phí bỏ ra. Vì vậy, chỉ có một số lượng nhỏ IS-1 được sản xuất (khoảng 207 chiếc), sau đó Liên Xô dừng sản xuất loại xe tăng này để chuyển sang sản xuất loại xe tăng IS-2 được trang bị hỏa lực mạnh mẽ hơn nhiều.

### IS-2 (Object 240)

#### Lựa chọn pháo
Yêu cầu đầu tiên khi chế tạo IS-2 là nó phải có pháo chính mạnh hơn nhiều so với khẩu pháo 85mm của IS-1. Khẩu pháo này phải có khả năng tiêu diệt xe tăng hạng nặng Tiger I của Đức kể cả ở cự ly trên 1.500 mét.
Hai ứng cử viên là pháo A-19 122mm L/46 và pháo BS-3 100mm L/53. Loại BS-3 (sau này được lắp trên pháo tự hành chống tăng SU-100) có khả năng xuyên giáp cao hơn A-19 (ở cự ly 500 mét, đạn xuyên giáp động năng APCBC của BS-3 xuyên được 185mm thép so với 175mm của đạn APHE 122mm), tuy nhiên A-19 lại có loại đạn nổ công phá mạnh gần gấp đôi so với BS-3. Tương tự, BS-3 là một vũ khí khá mới và chưa được sản xuất nhiều, vào đầu năm 1944 thì khả năng sản xuất hàng loạt trên dây chuyền có sẵn và đạn cho pháo chỉ có với loại A-19. So với loại pháo tăng F-34 cỡ 76mm của T-34 76.2mm, đạn xuyên giáp động năng của A-19 có khả năng xuyên giáp tốt gấp đôi so với F-34, trong khi đạn nổ phá có sức mạnh cao gấp 3,5 lần so với loại pháo F-34.

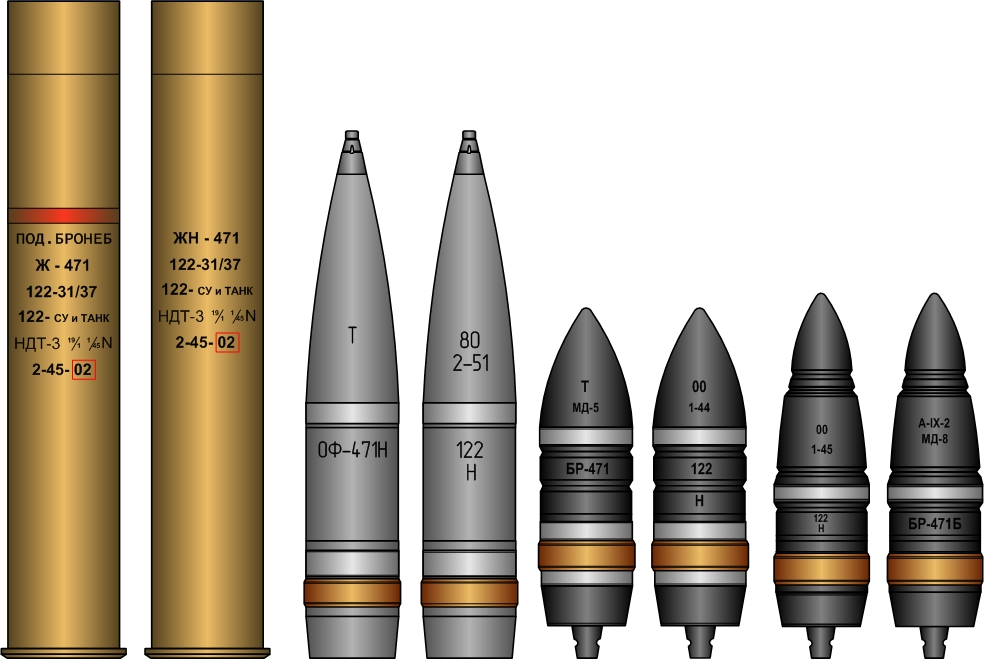
Các loại đạn pháo 122mm của IS-2

Sau khi thử nghiệm với cả súng BS-3 và A-19, loại A-19 đã được chọn là trang bị chính cho loại xe tăng mới và được đặt tên là D-25T, chủ yếu bởi nó đã sẵn sàng để sản xuất với số lượng lớn và hiệu quả của loại đạn nổ mạnh (HE) của nó khi chống lại các công sự của Đức. Loại A-19 dùng đạn khá nặng và thuốc phóng riêng, khiến nó có tốc độ bắn thấp hơn so với pháo 100mm, đây là nhược điểm khá lớn trong những cuộc đấu tăng. Tuy nhiên, đạn pháo 122mm có sức công phá rất mạnh. Tuy đạn xuyên giáp 122mm loại BR-471 của A-19 có sơ tốc kém hơn so với các pháo 75mm và pháo 88mm của Đức, nhưng do đạn có khối lượng lớn nên sức xuyên của nó vẫn rất mạnh, nhỉnh hơn cả pháo nòng dài 75mm L/70 rất hiệu quả lắp trên chiếc xe tăng Panther của Đức. Những cuộc thử nghiệm của Liên Xô cho thấy đạn BR-471 có thể xuyên thủng giáp trước thân xe của xe tăng Panther của Đức ở cự ly 1.000 mét và xuyên thủng được giáp trước của Tiger I ở cự ly 1.500-2.000 mét, và vì thế được coi là đủ cho vai trò chống tăng.
Dữ liệu của Quân đội Đức về tầm xuyên giáp của súng 122mm A-19 chống lại xe tăng Panther cho thấy tác động của nó khi Panther đứng ở góc lệch 30 độ với viên đạn bay tới: đạn xuyên giáp động năng của A-19 có thể xuyên thủng giáp trước thân xe (chỗ của pháo thủ) ở khoảng cách 500m, xuyên được giáp trước tháp pháo ở cự ly 1.500 mét., và xuyên được giáp hông từ cự ly tới 3.500 mét. Tuy vậy từ năm 1944, việc thiếu quặng khiến người Đức chuyển sang sử dụng thép có hàm lượng các-bon cao và ni-ken, khiến vỏ giáp xe tăng Đức trở nên giòn hơn, một viên đạn xuyên giáp BR-471 APHE của IS-2 từ khoảng cách 2.500m cũng có thể gây sát thương cho Panther kể cả khi bắn vào giáp trước. Theo thí nghiệm ở Kubilka, đạn xuyên giáp động năng BR-471 của A-19 có thể bắn thủng giáp trước thân xe của Tiger II (King Tiger), loại xe tăng có giáp dày nhất của Đức, từ cự ly 700 mét sau 2 phát bắn, và ngạc nhiên nhất là BR-471 có thể xuyên được mặt trước tháp pháo của Tiger II (vùng không có khiên chắn) từ cự ly tới 2.500 mét ngay từ phát bắn đầu tiên.
Theo số liệu khi kiểm tra lực xuyên đối với giáp thép đặt thẳng đứng, loại A-19 kém hơn khoảng 10 - 20% so với pháo BS-3 100mm L/56 và pháo KwK-43 88mm L/71 của xe tăng Tiger II. Tuy nhiên, thực tế lại phức tạp hơn như vậy. Một vấn đề quan trọng khác là đối với vỏ giáp vát nghiêng, đạn pháo có đường kính càng lớn thì càng giảm được "hiệu ứng trượt nảy" khi va vào góc nghiêng của giáp. Do vậy, trong thực tế chiến đấu với các loại xe có giáp nghiêng như Panther và Tiger II thì A-19 có thể đạt độ xuyên phá tương đương với BS-3 và vượt hơn cả loại pháo KwK-43 88mm L/71 của xe tăng Tiger II. Theo thí nghiệm ở Kubilka, đạn xuyên giáp động năng BR-471 của A-19 có thể bắn thủng mặt trước tháp pháo của Tiger II (vùng không có khiên chắn) từ cự ly tới 2.500 mét, trong khi pháo KwK-43 88mm L/71 của xe tăng hạng nặng Tiger II chỉ làm được điều tương tự ở tầm 400 mét (với đạn xuyên giáp APCBC) hoặc khoảng 1.000 mét (với đạn xuyên giáp hỗn hợp cứng APCR).
Đầu năm 1945, Liên Xô đưa vào trang bị loại đạn xuyên giáp BR-471B АРНЕВС, có sức xuyên giáp mạnh hơn 15% so với BR-471, giúp nâng cự ly tiêu diệt xe tăng Đức của IS-2 lên cao hơn nữa.

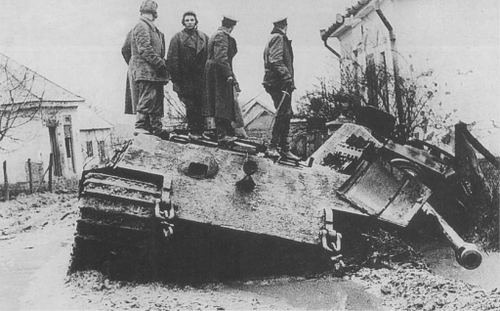
Một xe Tiger II bị Liên Xô tiêu diệt bởi đạn pháo 122mm. Tháp pháo đã bị bắn tung khỏi thân, có lẽ là do trúng đạn nổ mạnh (HE)

Tuy nhiên, loại đạn nổ - công phá (HE) cỡ nòng 122mm mới là ưu thế chính của IS-2, với khả năng phá hủy và sát thương lớn. Viên đạn nổ phá 122mm của IS-2 nặng tới 25 kg, trong đó chứa lượng chất nổ nặng tới 3,8 kg, khi nổ sẽ tạo sức công phá rất mạnh (tương đương 16 MJ, ngang với động năng của một viên đạn nặng 16 kg bay với vận tốc 1.000 m/s). Khi bị trúng loại đạn này, vỏ giáp xe tăng Đức sẽ bị nứt nghiêm trọng hoặc vỡ từng mảng, các thiết bị mỏng manh như kính ngắm, điện đài... sẽ bị hỏng, và tổ lái trong xe cũng sẽ chết hoặc trọng thương vì chấn động của vụ nổ. Theo thử nghiệm của Liên Xô, chỉ sau 1 phát đạn HE cỡ 122mm, mặt trước thân xe Tiger II đã bị vỡ một mảng lớn (diện tích 30 x 30 cm), các mối hàn nối giữa các tấm giáp phía trước và khe súng máy bị bật tung, các mối hàn nối với giáp hông bị nứt vỡ, tấm giáp hông bị bung ra 5 cm, và chiếc xe tăng bốc cháy từ bên trong do nhiên liệu bắt lửa Nhìn chung, chỉ cần 2-3 viên đạn nổ mạnh cỡ 122mm bắn trúng giáp trước, hoặc chỉ cần 1 viên bắn trúng sườn là đủ để phá hủy hoặc làm hỏng nặng một chiếc Tiger II (Vua Cọp). Một điểm quan trọng khác là sức mạnh của đạn nổ - công phá chỉ phụ thuộc vào lượng thuốc nổ chứa bên trong đạn, nó không bị suy giảm sức sát thương theo cự ly bắn như đạn xuyên giáp động năng. Do đó, IS-2 khi sử dụng loại đạn này có thể hạ gục hiệu quả mọi xe tăng hạng nặng Đức từ cự ly tới 3.500 mét, vượt xa cự ly mà xe tăng Đức có thể bắn hạ được IS-2.
Tuy nhiên, kích cỡ pháo cũng là vấn đề với IS-2: đạn hai phần khá nặng, khiêng vác khó khăn nên việc nạp đạn rất mất thời gian, tốc độ nạp đạn của pháo khá chậm (tốc độ bắn chỉ khoảng 2-3 viên mỗi phút). Một hạn chế khác với kích cỡ đạn là lượng đạn pháo có thể mang theo khá ít: chiếc xe tăng chỉ mang được 28 viên đạn ở bên trong. Trong thực tế, nếu tận dụng các khoảng trống thì IS-2 có thể mang nhiều đạn hơn, đã có ghi nhận về những tổ lái đã xoay xở thêm khoảng trống để mang được tới 42 viên đạn pháo trong xe, nhưng việc này không được khuyến khích do làm tăng tỷ lệ cháy nổ nếu xe bị trúng đạn. Mặt khác, IS-2 luôn có được sự hỗ trợ từ đội hình T-34 đông đảo đi cùng nên việc mang trên 28 viên đạn là hiếm khi cần thiết.
Đến đầu năm 1944 thì loại pháo tăng cải tiến D-25T cỡ 122mm được sử dụng cho IS-2, ưu điểm chủ yếu của pháo mới là có thêm một bộ phận hỗ trợ việc nạp đạn, giúp tăng tốc độ bắn lên khoảng 2-3 phát/phút, nếu người nạp đạn có sức khỏe và kỹ năng tốt thì có thể bắn được 4 phát/phút. Theo các tổ lái Liên Xô, tốc độ nạp đạn của IS-2 tuy khá chậm (trung bình 3 phát/phút) nhưng đó không phải là trở ngại lớn trong thực tế chiến đấu, bởi với hệ thống điều khiển hỏa lực thủ công của thời đó, sau mỗi phát bắn, xạ thủ sẽ mất khoảng 15-20 giây để căn chỉnh đường ngắm hoặc tìm kiếm mục tiêu mới, nên tốc độ bắn cao hơn là ít khi cần thiết.
Độ chính xác của pháo D-25T 122mm là rất tốt theo tiêu chuẩn thời đó, tương đương với các loại pháo xe tăng tốt nhất của Đức. Độ lệch trung bình của đạn xuyên giáp 122mm khi bắn vào mục tiêu ở xa 1 km là 170mm theo chiều dọc và 270mm theo chiều ngang. Kiểm tra của Liên Xô với pháo KwK-43 88mm L/71 (pháo tăng của xe King Tiger) trong cùng điều kiện đã cho độ lệch 200mm theo chiều dọc và 180mm theo chiều ngang.
Bên cạnh pháo chính cỡ 122mm thì IS-2 có thêm một khẩu súng máy DT 7,62mm đồng trục, một khẩu DT khác nằm phía sau tháp pháo để đối phó với bộ binh đối phương muốn tiếp cận IS-2 từ phía sau, về sau thêm một súng máy hạng nặng DShK 12,7mm được gắn trên nóc tháp pháo để phòng không lẫn bắn mặt đất.
Các tài liệu phương Tây trước kia thường cho rằng xe tăng Liên Xô có kính ngắm chất lượng thấp. Nhưng thực ra, kính ngắm là một điểm mạnh của xe tăng Liên Xô (trước chiến tranh, Liên Xô đã mua được công nghệ chế tạo thủy tinh chất lượng cao từ Đức rồi sau đó tự chế tạo trong nước). Xe tăng IS-2 được trang bị kính ngắm TSh-17 có độ phóng đại 4x với trường nhìn 16°, tính năng của nó vượt trội so với kính ngắm TZF-9B của Tiger I các loạt sản xuất ban đầu (độ phóng đại 2,5x với trường nhìn 25°), và gần tương đương với kính ngắm TZF-9C của Tiger I các loạt sản xuất sau và TZF-9D của xe tăng Tiger II (độ phóng đại 5x với trường nhìn 14°).

#### Vỏ giáp

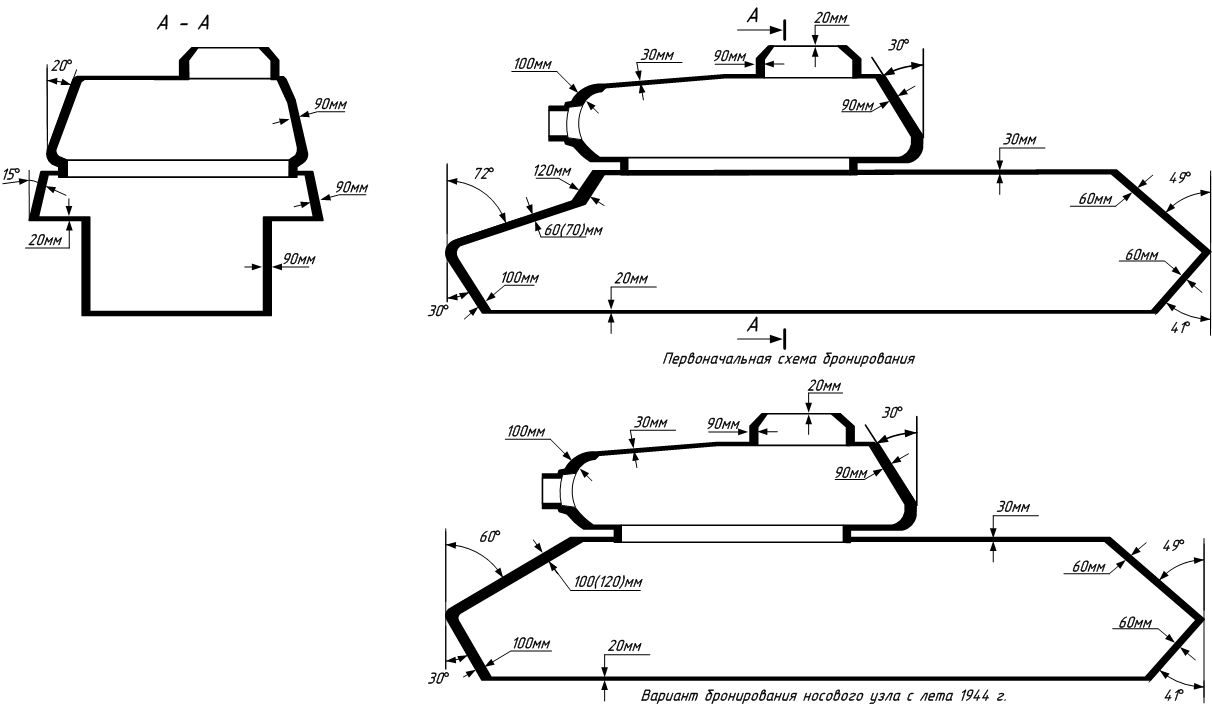
Bố trí vỏ giáp của IS-2 Model 1943 (trên) và Model 1944 (dưới)

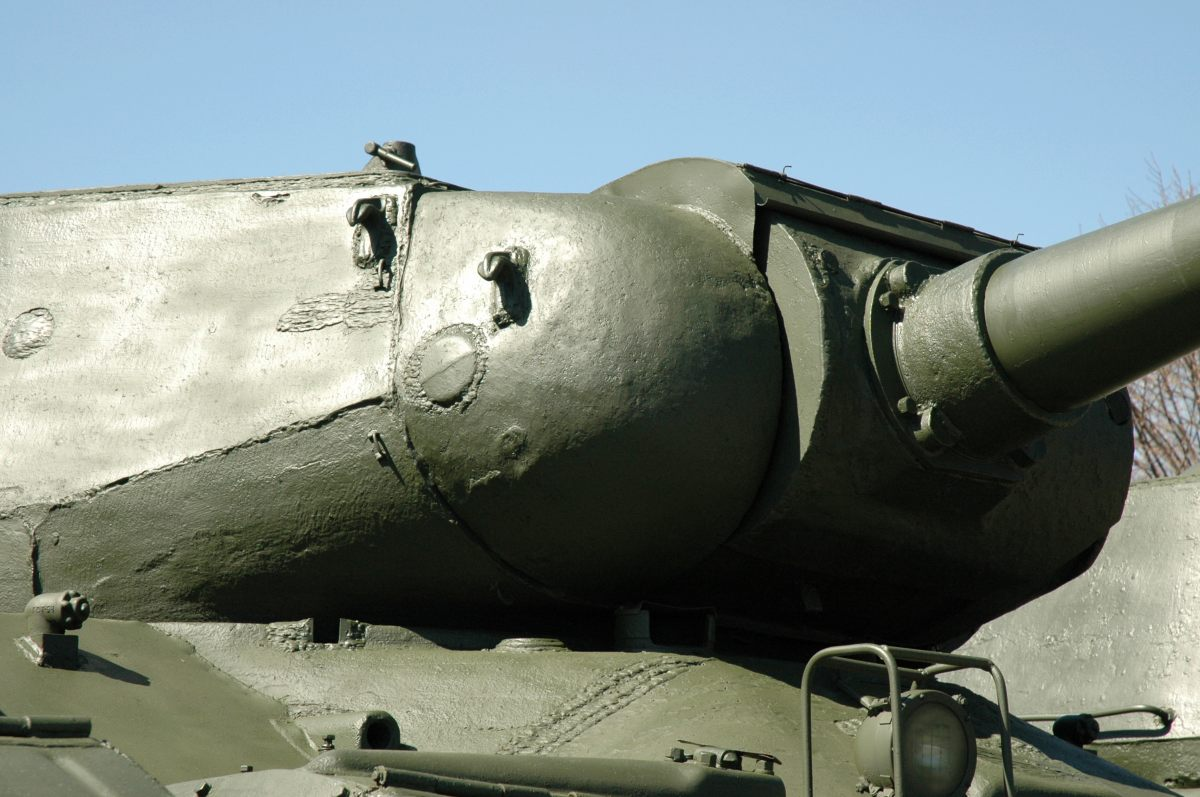
Giáp trước tháp pháo của IS-2, có thể thấy rõ phần khiên chắn quanh nòng pháo (nơi dễ trúng đạn nhất) được làm dày hơn vùng giáp xung quanh

Giáp trước của IS-2 được làm thật dày để chống lại hỏa lực của xe tăng hạng nặng Đức. Giáp trước thân của IS-2 Model 1944 được làm dày 100mm thép nghiêng 60 độ, chiếu theo phương ngang thì tương đương lớp thép dày 200mm đặt thẳng đứng (một số nguồn đưa ra con số 120mm thép nghiêng 60 độ, tương đương lớp thép dày 240mm đặt thẳng đứng). Giáp mặt trước tháp pháo dày 115mm, một số vùng tại khiên chắn quanh nòng pháo dày tới 155mm và đều được làm cong hình bán cầu (hình dạng này có tác dụng làm chệch hướng đạn xuyên của xe tăng địch, giúp tăng khả năng chống đạn lên 1,5-2 lần tùy góc chạm của đạn). Giáp hông tháp pháo của IS-2 cũng dày tới 90mm thép nghiêng 20 độ (tương đương 105mm thép đặt thẳng đứng), giáp hông thân xe thì dày 90 - 130mm thép nghiêng 15 độ (tương đương 100 - 145mm thép đặt thẳng đứng).
Lớp giáp được làm vát nghiêng của IS-2 kế thừa kinh nghiệm từ T-34, thiết kế này đem lại nhiều lợi thế: không chỉ làm giảm khối lượng thép cần thiết mà vẫn đảm bảo độ dày (tính trên khối lượng) của giáp xe tăng, mà giáp thép nghiêng còn tạo ra "hiệu ứng trượt", có tác dụng rất tốt chống lại các loại đạn xuyên giáp động năng được dùng trong Thế chiến 2. Những loại đạn xuyên giáp động năng khi va vào giáp nghiêng sẽ bị "hiệu ứng trượt" làm chệch hướng xuyên, khiến độ xuyên giáp giảm đi, thậm chí nếu đạn có khối lượng riêng không đủ lớn, tốc độ không đủ cao hay đơn thuần bắn từ khoảng cách quá xa thì có thể bị trượt nảy ra mà không gây hại gì cho vỏ giáp xe tăng. Theo tính toán, giáp trước thân của IS-2 Model 1944 (dày 100mm thép nghiêng 60 độ) có hiệu quả bảo vệ tương đương lớp thép dày 305mm đặt thẳng đứng khi chống lại đạn pháo 75mm APCBC (của xe tăng Panther), hoặc 285mm thép khi chống lại đạn pháo 88mm APCBC (của xe tăng Tiger I và Tiger II), hoặc 223mm thép khi chống lại đạn pháo 128mm APCBC của xe Jagdtiger (mức hiệu quả khác nhau là do đạn có đường kính càng lớn thì càng giảm được "hiệu ứng trượt").
Nhìn chung, độ dày vỏ giáp trước của IS-2 cao gấp 1,5 tới 2 lần so với giáp trước của xe tăng hạng nặng của Đức (giáp trước xe Panther dày 110-140mm, Tiger I dày khoảng 100-120mm). Do sử dụng độ nghiêng của vỏ giáp, IS-2 đạt được độ dày vỏ giáp lớn trong khi trọng lượng xe khá nhẹ (chỉ khoảng 46 tấn, tương đương với xe tăng Panther của Đức, trong khi Tiger I nặng tới 57 tấn). Chỉ có xe tăng hạng siêu nặng Tiger II của Đức là có vỏ giáp trước tương đương với IS-2, nhưng xe Tiger II nặng tới 71 tấn (tức là gấp rưỡi IS-2), và phần giáp hông của Tiger II thì vẫn hơi mỏng hơn IS-2.

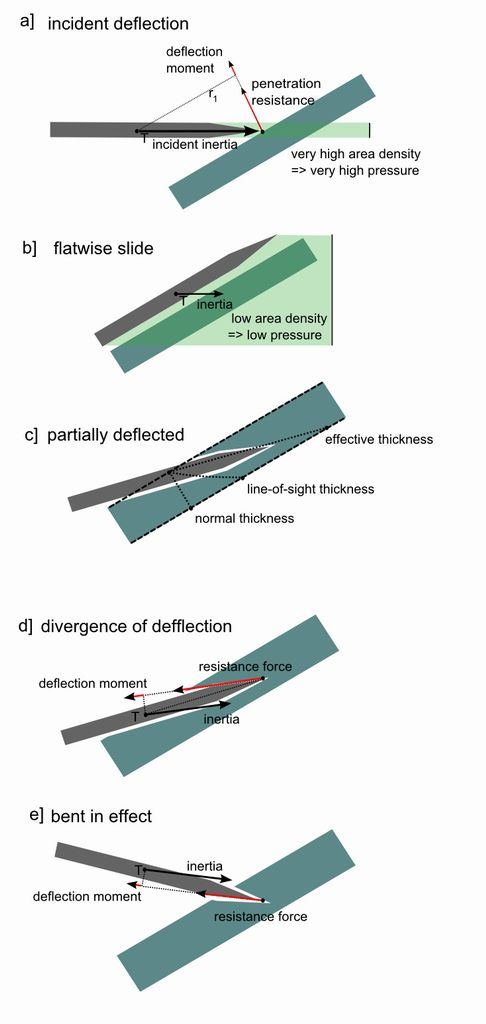
Mô tả hiệu ứng trượt của đạn xuyên giáp động năng khi gặp lớp giáp nghiêng giống như của IS-2

Sự kết hợp giữa độ dày cao và độ vát nghiêng lớn của vỏ giáp khiến IS-2 có khả năng chống lại các loại đạn xuyên giáp rất tốt. Trong thực tế, ngay cả khi dùng đạn xuyên giáp cao cấp PzGr 40/43 APCR (lõi bằng tungsten), pháo 88mm L/56 của xe tăng Tiger I cũng chỉ có thể bắn xuyên giáp trước của IS-2 từ cự ly dưới 500 mét, còn nếu dùng đạn xuyên giáp thông thường Pzgr 39/43 APCBC thì Tiger I không thể bắn xuyên được giáp trước IS-2. Tài liệu hướng dẫn chiến thuật của Đức đã khuyến cáo các tổ lái Panther cần phải đợi IS-2 tiến vào cự ly dưới 600 mét để đảm bảo phát bắn có thể xuyên được giáp trước IS-2 Cũng theo tài liệu Đức, cự ly mà Tiger I có thể bắn xuyên giáp trước của IS-2 chỉ khoảng 300 mét, còn các loại xe tăng hạng trung trang bị pháo 75mm L/48 như StuG-3, Panzer IV... thì không thể bắn thủng giáp trước IS-2 dù ở bất cứ cự ly nào.
Khi đứng đối diện, ngay cả loại pháo 88mm L/71 của xe tăng Tiger II (Vua Cọp), loại pháo tăng mạnh nhất của Đức cũng chỉ có thể bắn xuyên giáp trước tháp pháo của IS-2 ở cự ly khoảng 700 mét khi sử dụng đạn xuyên giáp Pzgr 39/43 APCBC, và không xuyên được giáp trước thân xe dù ở cự ly rất gần. Nếu sử dụng đạn xuyên giáp cao cấp PzGr 40/43 APCR (lõi bằng tungsten), Tiger II có thể bắn xuyên được giáp trước thân xe của IS-2 ở cự ly 500 mét và xuyên được giáp trước tháp pháo ở cự ly khoảng 1.200 mét. Nhưng trong thực tế, loại đạn PzGr 40/43 APCR rất đắt tiền nên chỉ được sản xuất ít và hiếm khi được trang bị (suốt chiến tranh, Đức chỉ sản xuất được 5.800 viên đạn PzGr 40/43, và sau năm 1943 thì Đức hầu như không còn sản xuất được đạn APCR do thiếu hụt quặng tungsten). Do vậy, phần lớn các xe Tiger II của Đức chỉ được trang bị đạn Pzgr-39/43 nên chỉ có thể hạ IS-2 ở cự ly gần hơn vài trăm mét nếu đấu trực diện. Theo lời kể của 1 tù binh là xạ thủ trên xe Tiger II, chiếc xe tăng của anh ta đã nã 7 phát đạn vào 1 chiếc IS-2 mà vẫn không xuyên được giáp trước của nó, phải tới phát bắn thứ 8 (bắn từ cự ly 700 mét) thì chiếc IS-2 mới bốc cháy.
Vỏ giáp dày đem lại ưu thế lớn cho IS-2 trong các trận đấu tăng: nếu chiến đấu trực diện một chọi một, nó có thể tiêu diệt mọi loại xe tăng hạng nặng Đức từ cự ly mà đối phương không thể bắn trả một cách hiệu quả.

#### Sản xuất IS-2
Nguyên mẫu IS-122 thay thế IS-85, và bắt đầu sản xuất hàng loạt với tên gọi IS-2. Các súng 85 mm có thể được dành cho loại xe tăng hạng trung T-34-85 mới, và một số chiếc IS-1 đã sản xuất được đổi tên lại trước khi rời nhà máy, và được gọi là IS-2.

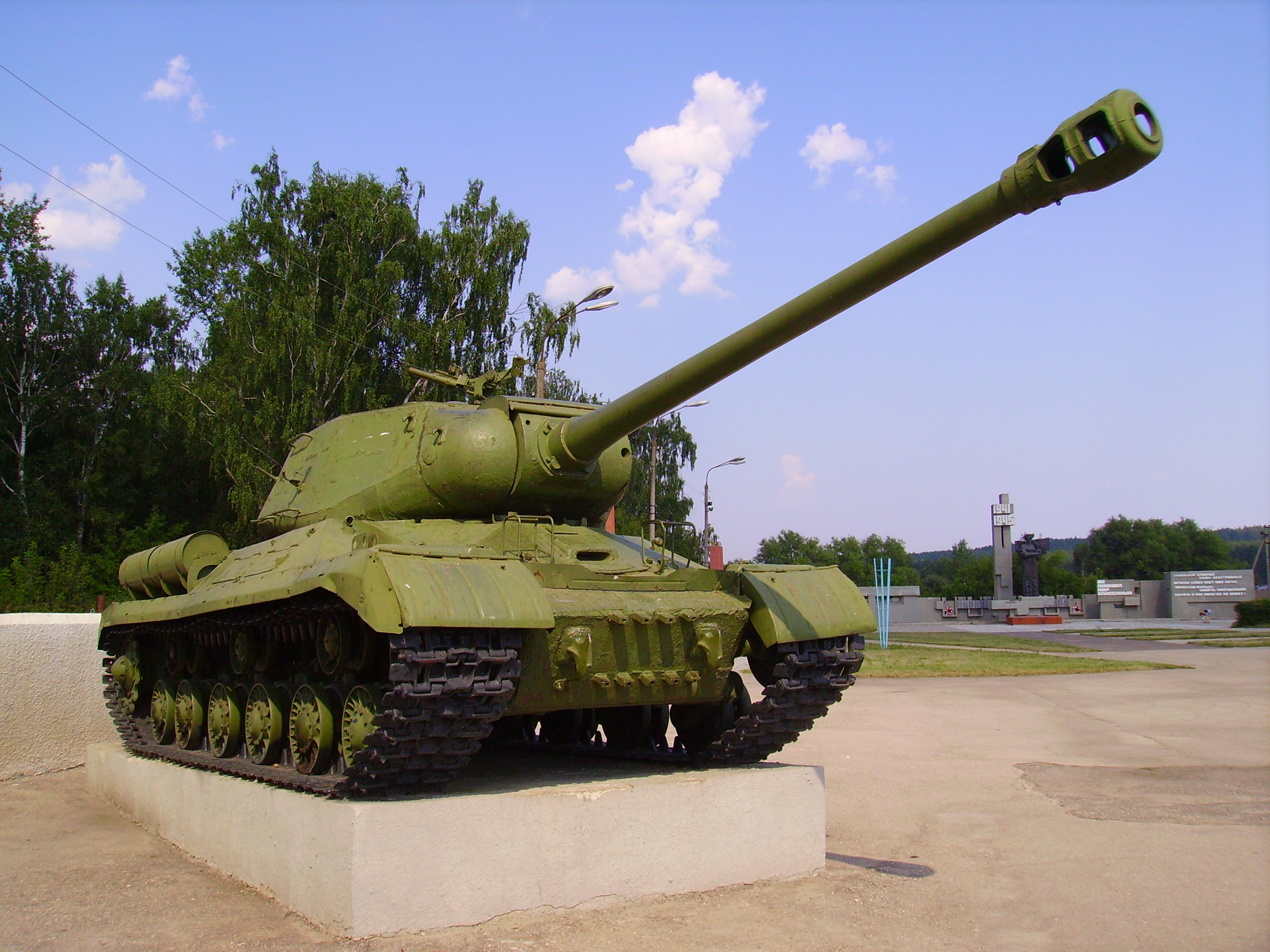
IS-2 Model 1944, mẫu sản xuất được cải tiến giáp trước thân xe

Model sản xuất đầu tiên là IS-2 Model 1943, với pháo A-19 mạnh. Nó hơi nhẹ hơn và nhanh hơn model KV nặng nhất, với giáp trước dày hơn và thiết kế tháp pháo cải tiến hơn. Chiếc xe tăng có thể mang giáp nặng hơn loạt KV, trong khi vẫn có trọng lượng nhẹ hơn nhờ cách bố trí giáp hợp lý hơn. Giáp của những chiếc KV có hình dạng kém và rất dày ngay cả ở phía sau, trong khi loạt IS tập trung vỏ giáp ở phía trước. IS-2 nặng khoảng bằng loại Panther của Đức và nhẹ hơn loại xe tăng hạng năng Tiger. Nó hơi chậm hơn cả hai loại tăng này, động cơ 600 mã lực giúp IS-2 có thể chạy tối đa với vận tốc 37 km/giờ trên đường tốt và tầm hoạt động chừng 240 km.
Những chiếc IS-2 Model 1943 có thể được phân biệt với IS-2 Model 1944 nhờ vỏ 'nghiêng' phía trước, và các tấm che ra vào nhỏ cho kíp lái. Những chiếc tăng đầu tiên thiếu các khoá ống di chuyển súng hay súng máy chống máy bay, và có khiên nhỏ.
Chỉ có khoảng 400 chiếc IS-2 Model 1943 được sản xuất. Sau những báo cáo từ chiến trường về khiếm khuyết của Model 1943, đến đầu năm 1944, Liên Xô chuyển sang sản xuất loại IS-2 cải tiến (Model 1944), một phiên bản pháo nạp đạn nhanh hơn, loại D25-T với một hãm đai vách kép và bộ phận kiểm soát bắn tốt hơn, tốc độ nạp đạn tăng lên 2-3 phát/phút (nếu xe đứng yên và tổ lái có kinh nghiệm thì có thể nạp 4 phát/phút). Nó cũng có vỏ giáp trước thân xe liền khối (sử dụng một tấm chắn phẳng, nghiêng) chứ không phải là 2 tấm chắn gấp khúc như Model 1943, cách bố trí vỏ giáp này giúp thân xe của Model 1944 có khả năng chống đạn tốt hơn. Một số nguồn gọi nó là IS-2M, nhưng không nên nhầm lẫn nó với loại mang tên định danh chính thức IS-2M của Liên Xô đã được hiện đại hoá trong thập niên 1950. Các nâng cấp nhỏ khác gồm việc thêm vào khoá di chuyển trên đuôi vỏ, khiên rộng hơn, và, trên những model cuối cùng, một súng máy phòng không.
Tuy thiết kế là tốt ở thời kỳ đó, các nhà quan sát phương Tây  thường có xu hướng chỉ trích những chiếc xe tăng Liên Xô vì ít được hoàn thiện kỹ và thô kệch. Người Liên Xô trả lời rằng điều đó là cần thiết bởi nhu cầu khẩn cấp cho chiến tranh, theo đó xe tăng cần được sản xuất thật nhanh và cần phải bỏ qua việc chế tạo tỉ mỉ những chi tiết phụ.

#### Tính cơ động và độ tin cậy
Xe tăng IS-2 được thiết kế với những kinh nghiệm từ chiến trường, theo đó xe phải có độ tin cậy cao, dễ bảo dưỡng và sửa chữa trong những điều kiện khắc nghiệt.
Những chiếc IS-2 ở các loạt sản xuất đầu tiên thường gặp trục trặc, gây ra một số lượng lớn các khiếu nại từ các quân đội. Tuy nhiên, cự ly hành trình trung bình của IS-2 ở các loạt sản xuất đầu tiên vẫn đạt 240 km, vượt xa so với xe tăng cùng hạng của Đức (Tiger I đạt 140 km, Tiger II chỉ đạt 110 km)

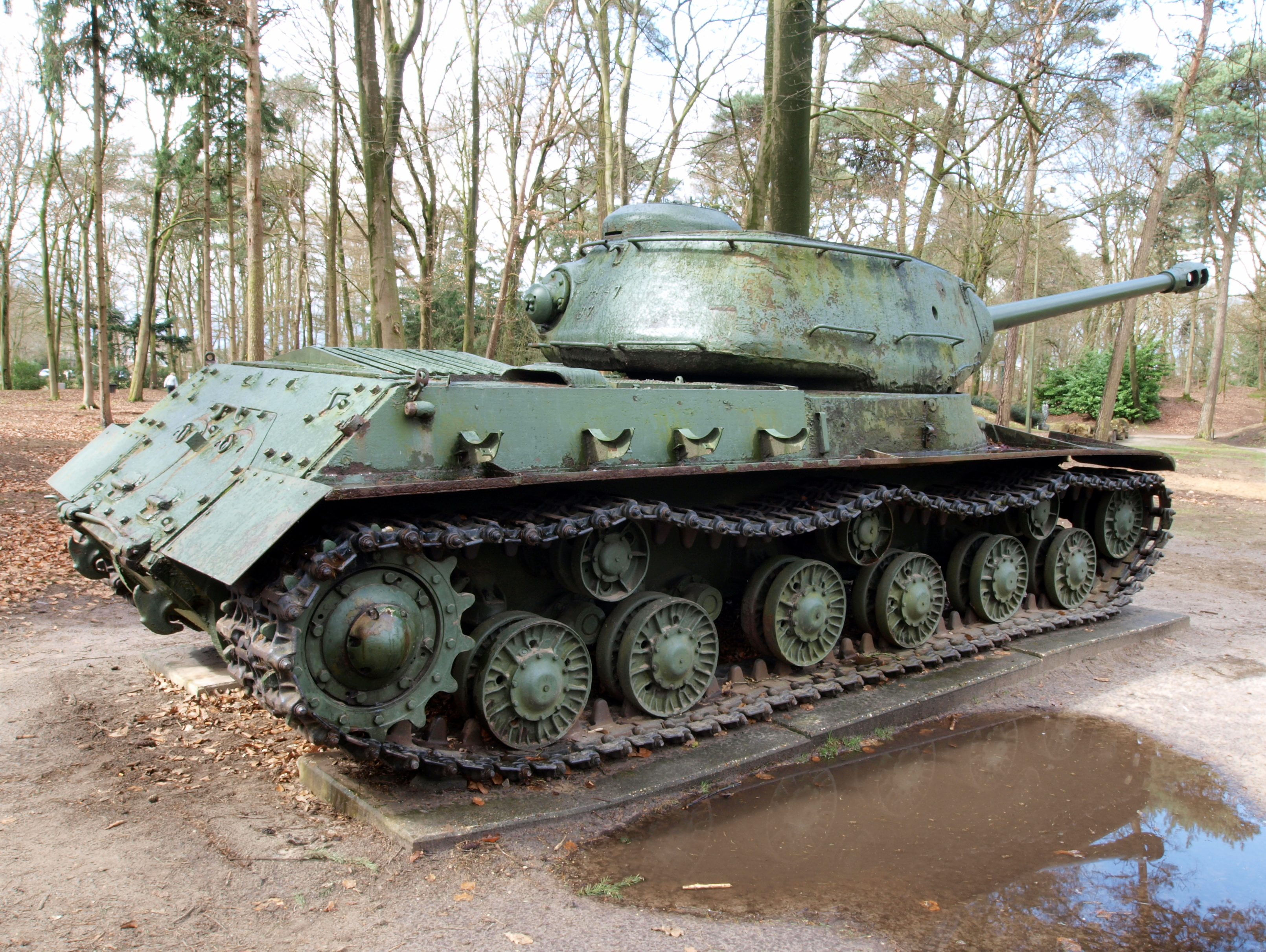
IS-2 nhìn từ phía sau

Để đảm bảo chất lượng của những chiếc IS-2 tiếp theo, nhóm thiết kế đã dừng nghiên cứu các mẫu xe tăng mới để tập trung nghiên cứu loại bỏ các khiếm khuyết trong thiết kế IS-2. Tháng 4 năm 1944, chất lượng của các xe tăng IS-2 đã được cải thiện đáng kể. Vào mùa đông 1944, báo cáo từ quân đội cho thấy IS-2 đã không gặp bất kỳ trục trặc nào sau quãng đường hành quân dài 1.000 km Xét về độ tin cậy, IS-2 vượt hơn hẳn xe tăng Tiger của Đức, vốn thường xuyên gặp trục trặc khi phải di chuyển những quãng đường dài trên 300 km.
Tốc độ quay tháp pháo IS-2 là 13-16° mỗi giây, tức là một vòng quay của tháp pháo cần 22-28 giây. Các ổ đĩa cho phép xoay tháp pháo kể cả khi động cơ bị hỏng, với tốc độ 8,3°/giây với một lực quay 16 kg. Trong khi đó, các xe tăng hạng nặng của Đức có một tháp pháo truyền động thủy lực hoặc bằng tay, tốc độ trong khoảng 5-19° mỗi giây. Như vậy, tốc độ quay tháp pháo của IS-2 nhỉnh hơn so với xe tăng hạng nặng của Đức.
Tính cơ động của IS-2 được xem là khá khả quan, với động cơ diesel V-2 600 mã lực cùng trọng lượng 46 tấn (tỷ lệ 13 mã lực/tấn). Tốc độ tối đa không vượt quá 37 km/h, chỉ bằng 2/3 chiếc T-34, nhưng đối với xe tăng đột phá nặng nề thì đặc tính này không quan trọng. Áp lực của xích trên mặt đất khoảng 0,8 kg/cm², tốt hơn nhiều so với xe tăng hạng nặng và hạng trung của Đức, cho phép IS-2 vượt qua các vùng bùn lầy, hố đạn pháo... một cách dễ dàng hơn xe tăng Đức. Xe tăng hạng nặng của Đức cũng hiếm khi được sử dụng tối đa công suất động cơ (do động cơ sẽ quá tải và bị hỏng), trong khi IS-2 có thể thường xuyên sử dụng tối đa công suất động cơ của mình.
Hiệu quả chiến đấu của IS-2 còn được thể hiện qua tính dễ sửa chữa của nó. Có những trung đoàn IS-2, vào đêm hôm trước bị hỏng hầu hết số xe của họ, trong vòng một hoặc hai ngày sửa chữa đã lại có đủ xe tăng sẵn sàng chiến đấu. Ví dụ, trung đoàn xe tăng hạng nặng số 88 chỉ còn hai xe tăng IS-2 vào ngày 25/1/1945, trong khi những xe khác bị bắn hỏng hoặc trục trặc kỹ thuật (bao gồm cả hai chiếc bị rơi xuống sông). Tuy nhiên, chỉ sau 1 tuần sửa chữa, đến ngày 01 tháng 2, trung đoàn đã có trong tay 15 xe IS-2 sẵn sàng chiến đấu. Trong khi đó, xe tăng hạng nặng của Đức như Panther, Tiger... khi bị hỏng cần rất nhiều thời gian sửa chữa, nhiều khi phải đưa về tận xưởng ở Đức để sửa chữa. Vì vậy, số xe Tiger sẵn sàng chiến đấu thường chỉ dao động trong khoảng 40-60% số xe của toàn đơn vị thiết giáp Đức đó, trong khi tỷ lệ này ở IS-2 thường xuyên đạt tới 80-90%. Tính năng dễ bảo dưỡng và sửa chữa của IS-2 cũng là một trong những nhân tố tạo nên ưu thế của loại xe này trước các xe tăng hạng nặng Đức.

#### Chi phí chế tạo
Xe tăng IS-2 được thiết kế theo đúng học thuyết của Hồng quân Liên Xô: một loại xe tăng có hỏa lực và vỏ giáp mạnh, độ tin cậy cao, dễ bảo dưỡng trong khi chi phí chế tạo ở mức tối thiểu (để có thể sản xuất thật nhanh).
Theo thời giá 1945, mỗi chiếc IS-2 có giá 230.000 rúp, mỗi chiếc IS-3 có giá 267.200 rúp. Mức giá này cao gần gấp đôi một chiếc T-34/85 (136.380 rúp), nhưng vẫn khá rẻ so với các loại xe tăng hạng nặng cùng thời của nước khác.
Tính theo thời giá 1945 và quy đổi ra đôla, một chiếc IS-2 có giá 46.000 USD, rẻ hơn rất nhiều so với xe tăng hạng nặng của Đức. Chưa tính chi phí cho vũ khí, kính ngắm và điện đài, mỗi chiếc xe tăng Tiger II đã có giá tới 150.000 USD, Tiger I có giá 120.000 USD, xe tăng Panther có giá 55.000 USD). Thậm chí IS-2 còn rẻ hơn một chiếc xe tăng hạng trung Panzer IV Ausf-G (giá 48.000 USD).
Nhờ chi phí thấp, Liên Xô có thể sản xuất IS-2 với một tốc độ khá nhanh. Đã có 3.851 chiếc IS-2 được chế tạo, trong đó 3.350 chiếc chế tạo từ đầu năm 1944 cho đến tháng 4/1945. Càng về sau thì sản xuất càng nhanh, từ tháng 4/1944, Liên Xô đã sản xuất được 250 chiếc IS-2 mỗi tháng và duy trì cho đến khi chiến tranh kết thúc. Trong khi đó, từ đầu năm 1943 cho đến hết chiến tranh, Đức chỉ sản xuất được 1.355 chiếc Tiger I và 492 chiếc Tiger II (cao điểm nhất là tháng 4/1944, Đức cũng chỉ sản xuất được 104 chiếc Tiger I mỗi tháng).

### Lịch sử chiến đấu của IS-2
Xe tăng IS-2 lần đầu tham chiến mùa xuân năm 1944. Những chiếc IS-2 được biên chế vào các trung đoàn tăng hạng nặng riêng biệt, thông thường có 21 xe mỗi trung đoàn. Các trung đoàn này được dùng để tăng cường cho những khu vực tấn công quan trọng nhất trong những chiến dịch lớn. Về chiến thuật, chúng được dùng như những xe tăng đột phá. Vai trò của chúng là hỗ trợ bộ binh trong cuộc tấn công, sử dụng khẩu pháo cực mạnh để tiêu diệt các lô cốt, các toà nhà, các ụ súng, và các mục tiêu phòng thủ kiên cố khác. Chúng cũng có khả năng đương đầu với bất kỳ loại xe tăng nào của Đức nếu cần. Một khi nhiệm vụ đột phá đã hoàn thành, những chiếc T-34 nhẹ hơn và có độ cơ động cao hơn sẽ tiếp tục nhiệm vụ
Về chiến thuật, IS-2 thường được triển khai trong các Tiểu đoàn xe tăng tinh nhuệ, các đơn vị này được cử đến bất cứ nơi nào mà Hồng quân gặp phải kháng cự mạnh từ đối phương. Với hỏa lực mạnh mẽ đủ sức tiêu diệt xe tăng Panther và Tiger I từ xa, cũng như khả năng diệt công sự với đạn nổ hạng nặng, làm cho IS-2 có một vai trò không thể thay thế. Một lữ đoàn xe tăng hạng nặng điển hình có 3 trung đoàn, gồm tổng cộng 65 chiếc IS-2.
Chiến thuật thường được sử dụng là những chiếc IS-2 sẽ đi hàng 2 trong đội hình đột phá, phía trước khoảng 300 - 500 mét là một hàng T-34, và phía sau IS-2 là một loạt những chiếc T-34 khác. Khi đối phương khai hỏa và để lộ vị trí, IS-2 sẽ dùng sức mạnh hỏa lực và khả năng chống chịu tốt để thanh toán những mục tiêu kiên cố và "khó nhằn" như xe tăng hạng nặng, pháo tự hành, các lô cốt pháo chống tăng của Đức... Sau khi các mục tiêu này bị hạ, phòng tuyến đối phương sẽ yếu đi nhiều, lúc đó đội hình xe tăng hạng trung T-34 sẽ tràn tới sau, dùng số lượng đông đảo và tốc độ nhanh để càn quét, tiêu diệt những mục tiêu dễ dàng hơn như bộ binh, ụ súng máy... của Đức, trong khi những chiếc IS-2 sẽ tiếp tục tiến tới phòng tuyến kế tiếp. Chu trình này cứ tiếp tục lặp lại, tạo thành mũi đột phá xe tăng đâm sâu hàng chục km vào phòng tuyến đối phương. Cách phối hợp này đảm bảo tốc độ của mũi đột phá, trong khi lại giảm thiểu được đáng kể thiệt hại cho đội hình xe tăng đột phá bởi vũ khí chống tăng Đức.

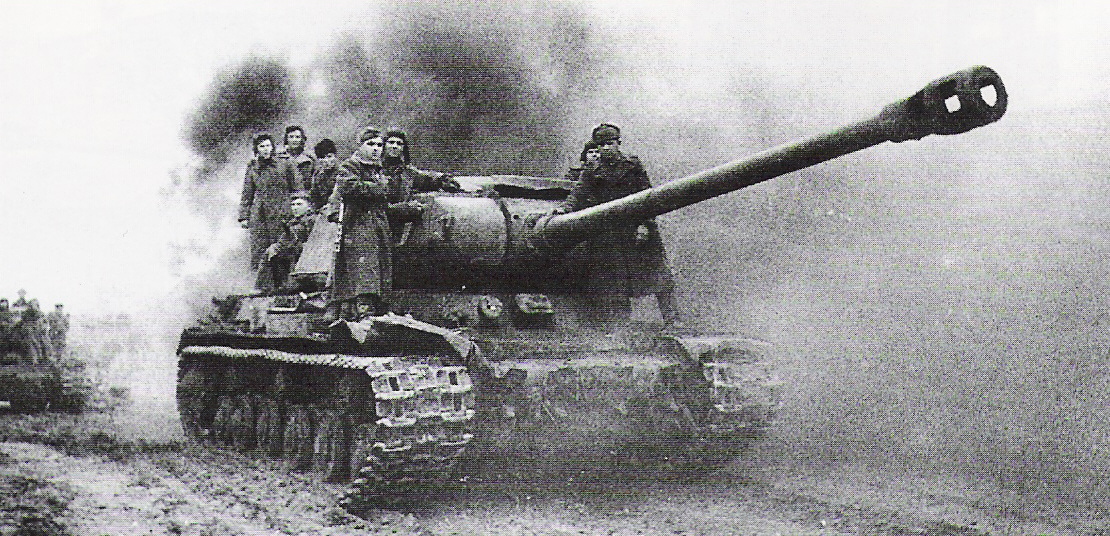
IS-2 trong chiến dịch Budapest năm 1945

Khi IS-2 đi vào tham chiến thì quân Đức đã phải lui vào thế phòng thủ, do đó IS-2 chủ yếu đóng vai trò xe tăng đột phá phòng tuyến địch, dùng hỏa lực mạnh để diệt công sự địch và tiêu diệt xe tăng hạng nặng Đức như Panther, Tiger. Đã có một số trận đánh xảy ra giữa IS-2 với xe tăng hạng nặng Đức, thực tiễn chiến đấu cho thấy IS-2 thể hiện ưu thế vượt trội hơn xe tăng Đức.
Trận đánh đầu tiên của IS-2 là vào tháng 2 năm 1944 ở chiến dịch Korsun-Shevchenko, Ukraine. Tại đây, một đơn vị duy nhất gồm 10 chiếc IS-2 của Trung đoàn 72 đã phá hủy không ít hơn 41 xe tăng và pháo tự hành Đức (bao gồm nhiều chiếc Tiger I và pháo tự hành hạng nặng), 3 xe thiết giáp và 10 pháo chống tăng trong một số trận đánh giữa tháng 4 tới đầu tháng 5 năm 1944, trong khi chỉ có 8 chiếc IS-2 bị mất. Lớp giáp phía trước của IS-2 đã được chứng minh là không thể bị bắn thủng bởi pháo 88 mm L/56 của xe tăng Tiger I ở khoảng cách 500 mét hoặc thậm chí gần hơn.
IS-2 đã chạm trán xe tăng hạng nặng kiểu mới Tiger II (Vua Cọp) của Đức vào trung tuần tháng 8/1944, trong chiến dịch chiếm bàn đạp vượt sông Vistula ở Ogledow, Ba Lan. Thời điểm đó, Tiểu đoàn xe tăng hạng nặng 501 của Đức với 20 chiếc Tiger II (Vua Cọp) đã tham gia đánh chặn đội hình vượt sông của Hồng quân. Đây là lần đầu tiên Tiger II tham chiến, với giáp dày và hỏa lực mạnh, Tiger II có được sự kỳ vọng lớn của quân Đức. Song trong trận đánh này, các Tiger II lại bị lực lượng xe tăng IS-2 Liên Xô áp đảo..
Cụ thể, ngày 13 tháng 8, trung đoàn xe tăng hạng nặng độc lập số 71 gồm 11 xe tăng IS-2, phải chống đỡ một cuộc tấn công của 14 xe tăng Tiger II (King Tiger - Vua Cọp) và một số xe Panzer IV thuộc tiểu đoàn tăng Panzer hạng nặng 501. Với pháo lớn hơn hẳn và giáp trước dày, trong trận đấu tăng, các xe IS-2 đã đối đầu trực diện với xe tăng địch và dùng pháo 122mm bắn đạn nổ mạnh (HE) công phá giáp trước của các xe tăng Vua Cọp ở cự ly 1.000 mét. Sau khi trúng đạn nổ HE của IS-2, chấn động rất mạnh khiến giáp trước của Tiger II bị nứt vỡ, các linh kiện trong xe cũng bị hỏng nặng, và đã có 6 chiếc Tiger II bị phá hủy theo cách này. Trong khi đó, pháo 88mm L/71 của xe tăng Vua Cọp lại không thể xuyên được giáp trước của IS-2 từ cự ly này. Các xe Tiger II còn lại buộc phải bỏ vị trí và tháo lui, tạo điều kiện để Hồng quân chiếm bàn đạp, lập đầu cầu vượt sông. Trong số các tổ lái IS-2, thượng úy cận vệ Udalov đã được trao tặng Anh hùng Liên Xô vì thành tích dùng chiếc IS-2 chặn đứng cuộc tấn công của 7 chiếc Tiger II và phá hủy 3 chiếc trong số đó từ cự ly trên 800 mét bằng đạn HE. Ngoài ra còn có IS-2 của thượng úy Klimenkov đã phá hủy 2 chiếc Tiger II, chiếc IS-2 của Trung úy Belyakov phá hủy được 1 chiếc Tiger II sau 3 phát đạn HE từ cự ly 1.000 mét.
Tính cả những trận đánh khác, 14 chiếc Tiger II của Tiểu đoàn 501 đã bị phá hủy chỉ trong 2 ngày 12-13/8/1944 (6 chiếc Tiger II trong số đó là do IS-2 phá hủy), trong khi Liên Xô không bị thiệt hại nào. Theo Dennis Showalter thì pháo 122mm của IS-2 đã hạ những chiếc Tiger II giống như "dùi cui đập vỡ vỏ dừa"
Các trận đấu tăng tiếp tục diễn ra suốt tháng 8 năm 1944 trên đầu cầu Sandomierz. Trong các trận đánh của trung đoàn xe tăng hạng nặng số 71, họ đã phá hủy 17 xe tăng Đức (bao gồm 6 chiếc Tiger II kể trên), 2 pháo tự hành và 3 xe thiết giáp. Thiệt hại của trung đoàn theo nguồn của Nga là 3 xe tăng IS-2 bị phá hủy và 7 chiếc bị hư hại.
Vào tháng 10 năm 1944, trung đoàn xe tăng hạng nặng số 79 đã tổ chức một cuộc đột kích trên sông Narew phía bắc của thành phố Serock. Quân Đức với tổng số hơn 200 xe tăng, cố gắng tấn công loại bỏ các đầu cầu. Ngày 4 Tháng 10/1944, xe tăng hai bên đối đầu nhau. Quân Đức bị mất 5 chiếc Panther và Tiger I, trong khi Liên Xô mất 1 chiếc IS-2 và một chiếc khác bị hư hại. Ngày 06 tháng 10, thêm 4 xe tăng Liên Xô bị mất, Đức mất 3 xe tăng và 2 xe thiết giáp. Từ ngày 06 đến ngày 09 tháng 10, trung đoàn 79 khéo léo tạo ra một phòng tuyến, họ đã bắn cháy 11 xe tăng đối phương mà chỉ mất duy nhất 1 chiếc IS-2.

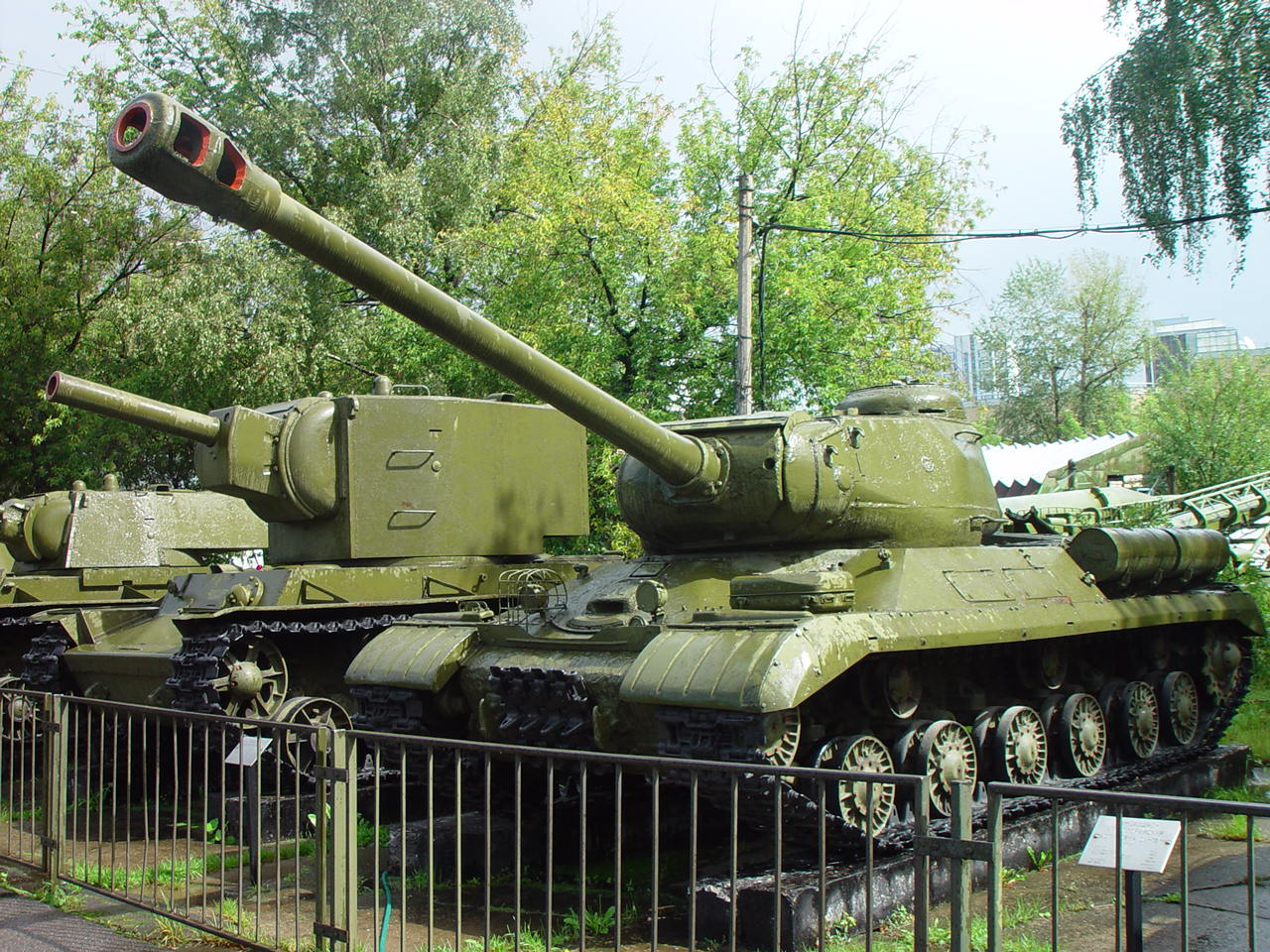
IS-2 trong bảo tàng, phía sau là xe tăng KV-2 và KV-1

Trung đoàn xe tăng hạng nặng số 78 trong chiến dịch Debrecen ở Hungary, từ ngày 06 đến ngày 31 tháng 10/1944 đã phá hủy 46 xe tăng Đức (trong đó có 6 xe Tiger I, 30 xe Panther, 10 xe Panzer IV), 25 pháo tự hành, 109 pháo, 38 xe bọc thép, 60 ổ súng máy, 2 kho đạn dược và 12 máy bay đậu trên sân bay. Trung đoàn chỉ bị tổn thất 2 chiếc IS-2 do súng chống tăng vác vai Panzerfaust, 16 xe IS-2 khác bị hư hại ở các mức độ khác nhau. Nổi bật nhất là trận đánh trong 2 ngày 16 - 17/10/1944 ở gần thành phố Canar, theo tuyên bố của Nga thì Trung đoàn xe tăng 78 đã phá hủy 12 chiếc xe tăng Panther mà chỉ bị mất 1 chiếc IS-2 bị phá hủy và 2 chiếc khác bị hỏng.
Trong trận đánh vào ngày 15/1/1945, chiếc IS-2 của Trung úy cận vệ Ivan Ivanovich Khitshenko (Иван Иванович Хиценко) thuộc lữ đoàn xe tăng hạng nặng số 30 đã một mình chống lại 10 chiếc xe tăng Tiger của Đức. Chiếc IS-2 đã liên tục bắn hạ 5 xe tăng Tiger của Đức trước khi nó bị trúng đạn và bốc cháy, Khitshenko hy sinh và được truy tặng danh hiệu Anh hùng Liên Xô, Huân chương Lenin vì lòng quả cảm trong chiến đấu
Trong chiến dịch Vistula-Oder, từ ngày 14 đến ngày 31 tháng 1 năm 1945, Trung đoàn xe tăng hạng nặng số 80 đã phá hủy 19 xe tăng và pháo tự hành của Đức, 41 khẩu pháo, 15 ổ súng máy, 10 súng cối và 12 lô cốt. Trong số 23 chiếc xe tăng IS-2 của trung đoàn tham gia chiến đấu, không có chiếc nào bị phá hủy.
Trong các cuộc chiến đấu vào tháng 3 năm 1945 ở Ba Lan, một trưởng xe xuất sắc của IS-2 là Mikhail Alekseevich Fedotov, chiếc xe tăng IS-2 của ông đã phá hủy 6 xe tăng và pháo tự hành Đức (bao gồm ít nhất 3 chiếc hạng nặng), 11 khẩu pháo, 2 khẩu đội súng cối, 3 xe bọc thép và một số xe cơ giới khác, hạ hơn 100 lính Đức.
Trong chiến dịch Berlin, IS-2 đã thể hiện tốt khả năng yểm trợ bộ binh trong tác chiến đô thị, nó có thể phá hủy mọi tòa nhà, công sự phòng ngự dựa vào đạn HE mạnh mẽ cỡ 122mm. Các trung đoàn IS-2 được chia thành các đơn vị nhỏ gồm 5 chiếc IS-2, mỗi đơn vị tham gia hỗ trợ một đại đội bộ binh tấn công vào phòng tuyến của Đức. Chiến dịch này kéo dài cho đến ngày 2 tháng 5 năm 1945, toàn bộ 800.000 quân Đức bị tiêu diệt hoặc bị bắt làm tù binh, với tổn thất là khoảng 67 chiếc IS-2 bị phá hủy trong chiến đấu, chủ yếu là bởi súng chống tăng bộ binh Panzerfaust.
Để mô tả nỗi ám ảnh khi phải đối mặt với IS-2, lính Đức đặt cho IS-2 một biệt danh là "Dooms", nghĩa là quỷ dữ.
Vị tướng xe tăng Heinz Guderian của Đức đã từng kiểm tra một chiếc IS-2 hư hại bị quân Đức bắt được. Sau khi kiểm tra vỏ giáp và hỏa lực của IS-2, Guderian kết luận rằng "xe tăng Stalin" có sức mạnh như tên gọi của nó (Stalin trong tiếng Nga nghĩa là "Người đàn ông thép"). Ông viết: "Đừng tham gia vào một trận đánh với xe tăng Stalin nếu không có ưu thế áp đảo về số lượng. Tôi tin rằng để hạ mỗi chiếc IS, chúng ta phải huy động toàn bộ một trung đội Tiger (gồm 3-5 chiếc). Bất kỳ một nỗ lực nào nhằm đem Tiger đánh một-chọi-một với IS chỉ có thể dẫn đến sự mất mát một cỗ máy chiến tranh quý giá của Đức". Ngay sau đó, các quy tắc chiến thuật mới đã được đưa ra cho lính tăng Đức: tránh đối đầu trực diện với IS-2 mà phải tìm cách phục kích và khai hỏa bất ngờ, khi bắn phải luôn tìm cách nhắm vào sườn và hông của IS-2 (nơi có vỏ giáp mỏng hơn), và chỉ nên bắn ở cự ly gần.

### IS-3 (Object 703)

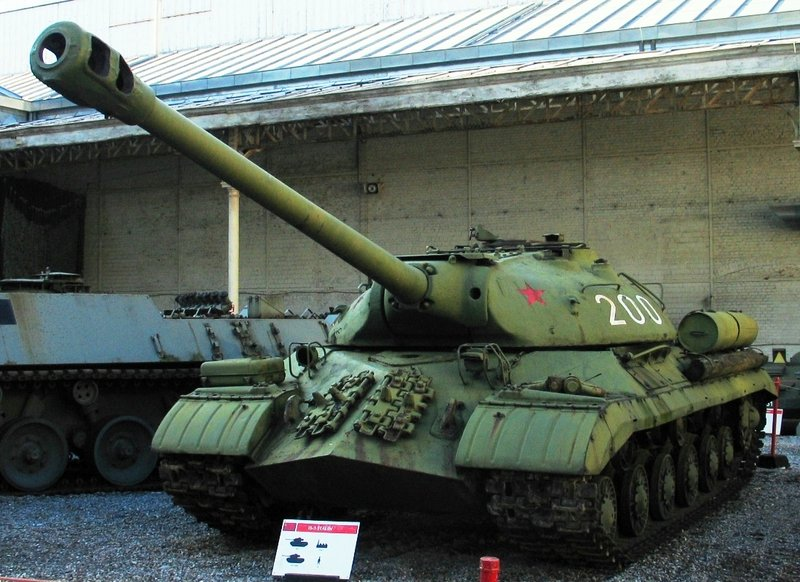
IS-3 có kiểu bố trí giáp tiên tiến, với tháp pháo hình bán cầu như nhiều kiểu xe tăng Liên Xô sau này. (Chiếc IS-3 này được trưng bày tại Bảo tàng Hoàng gia Các lực lượng Vũ trang và Lịch sử Quân sự tại Brussels, Bỉ.)

Giữa năm 1944, trên chiến trường xuất hiện loại xe tăng hạng nặng King Tiger của Đức, trang bị loại pháo KwK-43 88mm L/71. Loại pháo này có sức xuyên giáp rất tốt, nếu dùng đạn xuyên giáp đặc biệt APCR lõi tungsten thì có thể bắn xuyên được giáp trước tháp pháo của IS-2 ở cự ly 1200 mét hoặc giáp trước thân xe lẻ cự ly 500 mét. Tuy nhiên loại đạn APCR này rất đắt và hiếm, xe tăng Đức thường chỉ có đạn xuyên giáp lõi thép APCBC, và IS-2 có thể chống đỡ tốt với loại đạn này. Dù vậy, để duy trì ưu thế trước đối thủ, Hồng quân Liên Xô yêu cầu thiết kế một loại xe tăng hạng nặng mới, có giáp trước đủ sức chịu được đạn pháo 88mm L/71 APCR ngay cả từ cự ly gần.
Cuối năm 1944, thiết kế IS-2 đã được nâng cấp lên thành chiếc IS-3. Chiếc xe tăng này có kiểu bố trí giáp cải tiến và một tháp pháo đúc hình bán cầu (giống với một chiếc "bát súp" lật úp) sẽ trở thành dấu hiệu của các xe tăng Liên Xô thời hậu chiến. Loại tháp pháo thấp và hình cầu này biến IS-3 trở thành một mục tiêu nhỏ và khó trúng đạn hơn, đồng thời cũng giúp giáp xe dày mà trọng lượng xe vẫn nhẹ. Tuy nhiên nó cũng gây ra những hạn chế quan trọng: nó làm hẹp đi khá nhiều diện tích làm việc, đặc biệt với người nạp đạn (các xe tăng Liên Xô nói chung có nội thất không rộng rãi như các xe tăng phương Tây). Tháp pháo thấp cũng hạn chế mức hạ của súng chính, bởi khoá nòng súng có ít chỗ bên trong tháp pháo để quay trên trục đứng của nó. Vì thế, IS-3 bị hạn chế khả năng hỏa lực nếu nó ở trên những vị trí cao chĩa nòng xuống dưới, ở kiểu vị trí này thì các xe tăng phương Tây thường có ưu thế hơn Tuy nhiên, các nhà thiết kế Liên Xô đã tính toán rằng IS-3 có thể khắc phục nhược điểm này bằng việc gắn thêm lưỡi ủi đất ở trước thân xe (khi xe ủi mặt đất phía trước cho thấp đi thì góc hạ nòng pháo của nó cũng tăng theo).
Dáng mũi chúi xuống của IS-3 khiến nó được các kíp lái đặt tên là Shchuka (nghĩa là cá măng).
Dựa trên kinh nghiệm chiến đấu của IS-2, vỏ giáp của IS-3 được bố trí lại hợp lý hơn. IS-3 thấp hơn 30 cm, giáp nóc xe (nơi hiếm khi trúng đạn) được làm mỏng bớt, phần trọng lượng dôi ra được dùng để tăng cường vỏ giáp trước (nơi dễ trúng đạn nhất), do đó giáp trước của IS-3 dày hơn IS-2 rất nhiều. Giáp trước thân xe dày 110 mm vát nghiêng 60 độ và hếch lên 30 độ (hình dáng giống như mũi cá măng), đạt độ dày tương đương 260 mm thép đặt thẳng đứng. Giáp trước tháp pháo dày 175 – 240 mm và được làm vát nghiêng theo hình mai rùa lật úp, đạt độ dày tương đương 250–313 mm thép đặt thẳng đứng. Vùng khiên chắn giữa tháp pháo thì có độ dày tới 240mm vát cong hình bán cầu, đạt độ dày gần 400 mm thép đặt thẳng đứng. So với IS-2, giáp trước thân xe của IS-3 dày hơn 10-30%, giáp trước tháp pháo dày hơn 30-80%.
Giáp trước của IS-3 đủ sức chịu được đạn pháo 88mm L/56 của xe tăng Tiger I ở bất cứ cự ly nào, cho phép nó có khả năng đấu tăng vượt trội so với xe tăng hạng nặng của Đức. Ngay cả loại xe tăng hạng siêu nặng King Tiger với pháo 88mm L/71 cũng không thể bắn xuyên được giáp trước của IS-3 với loại đạn APCBC thông thường, còn nếu dùng đạn xuyên giáp đặc biệt APCR (vốn rất hiếm và đắt), King Tiger cũng chỉ có thể bắn xuyên được giáp trước thân xe của IS-3 ở cự ly rất gần (khoảng 500 mét trở xuống) và cũng không xuyên được mặt trước tháp pháo. Do đó, nếu đánh trực diện ở địa hình trống trải và cả hai phía đều thấy nhau từ xa, King Tiger gần như chắc chắn sẽ bị IS-3 đánh bại.
Thậm chí 20 năm sau, trong Chiến tranh Sáu ngày năm 1967, giáp trước của IS-3 được chứng minh là vẫn có thể chịu được cả đạn APDS cỡ 105mm trên xe tăng hiện đại phương Tây thời kỳ đó, ngay cả khi bắn từ cự ly gần (500 mét). Xe tăng Israel thường phải tìm cách bắn vào hông của IS-3 thì mới có thể hạ được nó.
Về hỏa lực, IS-3 vẫn sử dụng loại pháo 122mm giống như của IS-2, vốn đã chứng minh được hiệu quả cao trên chiến trường. Tuy nhiên, IS-3 được trang bị loại đạn xuyên giáp động năng kiểu mới BR-471D APCBC, có thể bắn xuyên được 230mm thép đặt thẳng đứng ở cự ly 100 mét (cao hơn 20 - 30% so với đạn BR-471 APHE).
Loại xe duy nhất của Đức có thể đe dọa IS-3 trong một trận đánh "một chọi một" là pháo tự hành hạng siêu nặng Jagdtiger với pháo 128 mm L/44. Tuy nhiên, Jagdtiger có giá thành rất đắt, lại dễ hỏng hóc nên chỉ được sản xuất với số lượng rất nhỏ (khoảng 77 chiếc), nên xét về toàn cục thì Đức cũng không thể dựa vào Jagdtiger chống lại IS-3.
Tuy có tính năng ấn tượng, IS-3 đã không kịp tham chiến trong Thế chiến II (nó chỉ được sản xuất vào tháng 4/1945). Dù một số nguồn trước kia tuyên bố rằng chiếc xe tăng này đã tham chiến ở cuối cuộc chiến ở châu Âu, không có báo cáo chính thức nào xác nhận điều này. Hiện nói chung mọi người chấp nhận rằng chiếc xe tăng đã không tham chiến với quân Đức, dù một trung đoàn có thể đã được triển khai chống người Nhật tại Mãn Châu.
Ngày 7/9/1945, tại cuộc duyệt binh của quân Đồng Minh diễn ra ở Berlin, 52 chiếc xe tăng hạng nặng IS-3 mới nhất đã tạo ra một cú sốc đối với quân Đồng Minh. Đó là những chiếc xe tăng của trung đoàn xe tăng hạng nặng Cận vệ số 71, chính là đơn vị đầu tiên đã dùng IS-2 chạm trán và đánh bại xe tăng Tiger II của Đức trên mặt trận phía Đông. Các tướng lĩnh Anh, Mỹ công nhận IS-3 là một mẫu thiết kế rất thành công, thậm chí có những vị tướng Anh, Mỹ nhận xét rằng công nghệ xe tăng của Liên Xô đã đi trước họ tới 10 năm.
Năm 1952, một model phát triển thêm nữa được đưa vào sản xuất, chiếc IS-10. Vì không khí chính trị sau cái chết của Stalin năm 1953, nó được đổi tên thành T-10.
Giữa thập niên 1950, số tăng IS-2 còn lại (chủ yếu các biến thể model 1944) được nâng cấp để tăng khả năng chiến đầu. Model nâng cấp này tạo ra loại IS-2M, với các bình nhiên liệu phụ thêm bên ngoài ở phía sau (loại IS-2 căn bản chỉ có các thùng dầu phụ ở hai bên thân), các khoang chứa ở cả hai bên thân, và các viền bảo vệ dọc theo các cạnh phía trên của xích. IS-3 cũng được hiện đại hoá thêm thành IS-3M.
|                              | T-35                         | T-100        | SMK          | KV-1 M1940                  | KV-1 M1941   | KV-1 M1942    | KV-1S M1942   | KV-85 M1943 | IS-2 M1945   | IS-3 M1945    |
| ---------------------------- | ---------------------------- | ------------ | ------------ | --------------------------- | ------------ | ------------- | ------------- | ----------- | ------------ | ------------- |
| Kíp chiến đấu                | 11                           | 7            | 7            | 5                           | 5            | 5             | 5             | 4           | 4            | 4             |
| Trọng lượng                  | 45 tấn                       | 58 tấn       | 55 tấn       | 43 tấn                      | 45 tấn       | 47 tấn        | 42.5 tấn      | 46 tấn      | 46 tấn       | 46.5 tấn      |
| Vũ khí chính                 | 76.2 mm M. 27/32             | 76.2 mm L-11 | 76.2 mm L-11 | 76.2 mm F-32                | 76.2 mm F-34 | 76.2 mm ZiS-5 | 76.2 mm ZiS-5 | 85 mm D-5T  | 122 mm D-25T | 122 mm D-25T  |
| Lượng đạn mang được          | 100 viên                     | –            | –            | 111 viên                    | 111 viên     | 114 viên      | 114 viên      | 70 viên     | 28 viên      | 28 viên       |
| Vũ khí phụ                   | 2×45 mm, 5×7.62 mm           | 45 mm        | 45 mm        | 2× súng máy hạng nhẹ DT     | 4×DT         | 4×DT          | 4×DT          | 3×DT        | 2×DT, DShK   | 2×DT, DShK    |
| Động cơ                      | 500 hp M-17M(chạy bằng xăng) | 500 hp       | 850 hp AM-34 | 600 hp V-2K(động cơ diesel) | 600 hp V-2   | 600 hp V-2    | 600 hp V-2    | 600 hp V-2  | 600 hp V-2   | 600 hp V-2-IS |
| Dung tích                    | 910 l                        | –            | –            | 600 l                       | 600 l        | 600 l         | 975 l         | 975 l       | 820 l        | 520 + 270 l   |
| Vận tốc di chuyển trên đường | 30 km/h                      | 35 km/h      | 36 km/h      | 35 km/h                     | 35 km/h      | 28 km/h       | 45 km/h       | 40 km/h     | 37 km/h      | 37 km/h       |
| Tầm hoạt động(đi trên đường) | 150 km                       | –            | 150 km       | 335 km                      | 335 km       | 250 km        | 250 km        | 250 km      | 240 km       | 150 (225) km  |
| Lớp giáp bọc                 | 11–30 mm                     | 20–70 mm     | 20–60 mm     | 25–75 mm                    | 30–90 mm     | 20–130 mm     | 30–82 mm      | 30–160 mm   | 30–200 mm    | 20–310 mm     |

### IS-7 (Object 260)
IS-7 được chế tạo thử nghiệm từ tháng 9/1945. Đây là loại xe tăng hạng nặng trang bị khẩu pháo S334 cỡ nòng 130mm. Mặt trước xe là lớp giáp dày 150mm vát nghiêng 65 độ (tương đương 330mm thép đặt thẳng đứng), hai bên hông bọc giáp dày 150mm vát nghiêng 45 độ, giáp đuôi xe dày 100mm. Mặt trước tháp pháo bọc lớp thép dày 240mm hình bán cầu (tương đương 350-480mm thắp đặt thẳng đứng), hai bên hông tháp pháo dày 185mm và đuôi tháp pháo dày 94mm. Xe nặng tới 68 tấn, là loại xe tăng nặng nhất mà Liên Xô chế tạo tính tới thời điểm đó.
Xe trang bị động cơ M-50T, công suất 1.050 mã lực, đạt tốc độ tối đa 60 km/h trên đường bằng phẳng (các xe IS-2/IS-3 chỉ đạt 37 km/h), tốc độ trên đường ghồ ghề là 32 km/h, dự trữ hành trình 300 km.
Về hỏa lực, IS-7 Model 1948 trang bị pháo 130mm S-70 cùng 2 khẩu đại liên 14,5mm (một bố trí ngay cạnh pháo chính và một lắp nóc tháp pháo) và 6 khẩu trung liên 7,62mm. Hầu hết các súng máy được điều khiển tự động, đây là công nghệ rất mới trên thế giới lúc bấy giờ. Khẩu pháo cỡ 130mm bắn ra viên đạn nặng 33,4 kg với tốc độ 900 m/s, đạn xuyên giáp APCBC của nó có thể xuyên thủng lớp thép dày 163mm nghiêng 30 độ ở tầm bắn 2.000 mét. Xe cũng được trang bị công nghệ mới mẻ thời bấy giờ là hệ thống nạp đạn tự động, cho tốc độ bắn đến 8 phát/phút, khắc phục hoàn toàn nhược điểm bắn chậm của các phiên bản IS trước đó.
Tuy có những thông số rất ấn tượng nhưng IS-7 không được sản xuất hàng loạt mà chỉ dừng ở mức thử nghiệm.

### Hoạt động sau Thế chiến 2

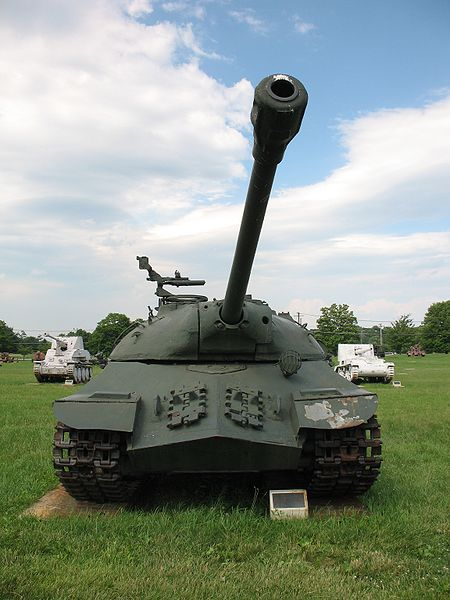
IS-3 nhìn từ trước. Cấu hình trước lùn và chắc chắn và mũi hếch lên rất dễ nhận biết.

IS-3 lần đầu xuất hiện trước các nhà quan sát phương Tây tại cuộc Duyệt binh Chiến thắng của Đồng Minh ở Berlin tháng 9 năm 1945. Chiếc IS-3 là một phát triển ấn tượng trong con mắt những nhà quan sát quân sự phương Tây, đặc biệt là người Anh, và họ đã đáp lại bằng những bản thiết kế xe tăng hạng nặng của riêng mình.
Tới cuối thập niên 1950, sự xuất hiện của khái niệm xe tăng chiến đấu chủ lực với loại xe T-64 - phối hợp khả năng cơ động nhanh của xe tăng hạng trung với hoả lực của xe tăng hạng nặng – đã khiến xe tăng hạng nặng mất đi tầm quan trọng trong học thuyết chiến dịch của người Liên Xô. Ở cuối thập niên 1960, những chiếc tăng hạng nặng còn lại của Liên Xô được trao lại cho cơ quan bảo quản và lưu trữ của Quân đội. 
IS-2 Model 1944 vẫn tiếp tục hoạt động lâu hơn nữa trong các quân đội Cuba, Trung Quốc và Bắc Triều Tiên. Một trung đoàn IS-2 của Trung Quốc được triển khai hoạt động trong Chiến tranh Triều Tiên, nhưng từ đó nó không hề tham chiến. Trước những căng thẳng biên giới giữa Liên Xô và Trung Quốc, một số chiếc IS-3 của Liên Xô được chôn như những công sự cố định dọc theo biên giới Xô-Trung. Chiếc IS-3 được sử dụng trong các sự kiện ở Hungary năm 1956 và Mùa xuân Praha năm 1968.
Đầu thập niên 1950, tất cả những chiếc IS-3 được hiện đại hoá thành các model IS-3M, cải tiến chủ yếu là việc trang bị bộ đàm liên lạc mới. Quân đội Ai Cập đã mua khoảng 100 chiếc xe tăng IS-3M từ Liên Xô. Trong cuộc Chiến tranh Sáu Ngày, một trung đoàn xe tăng IS-3M duy nhất đã đồn trú với Sư đoàn Pháo binh số 7 tại Rafah và Lữ đoàn Tăng số 125 thuộc Sư đoàn Cơ giới số 6 tại Kuntilla đã được trang bị khoảng 60 chiếc IS-3M. Pháo binh và các đơn vị lính dù Israel đã gặp rất nhiều khó khăn với những chiếc IS-3M trong chiến đấu bởi vỏ giáp dày của nó, vốn không thể bị hư hại bởi các vũ khí chống tăng bộ binh thông thường như súng bazooka. Thậm chí đạn pháo xuyên giáp kiểu mới APDS cỡ 105 mm bắn ra từ những xe tăng M48 Patton hiện đại nhất của Lực lượng quân đội Israel cũng không thể xuyên thủng lớp giáp trước của những chiếc IS-3 ở các cự ly chiến đấu thông thường. Đã có một số cuộc đấu giữa những chiếc M48A2 Patton của Lữ đoàn Thiết giáp số 7 của IDF với những chiếc IS-3 hỗ trợ các vị trí của Ai Cập tại Rafah trong đó nhiều chiếc M48A2 đã bị tiêu diệt trong chiến đấu.
Dù vậy, tốc độ bắn chậm, tính năng cơ động thấp, hệ thống điều khiển hỏa lực đã lạc hậu so với những xe tăng kiểu mới ra đời trong thập niên 1960 như M48 Patton hoặc T-62, cùng với tinh thần và kỹ năng kém của lính tăng Ai Cập là nhược điểm chết người. Khoảng 73 chiếc IS-3 đã mất trong cuộc chiến tranh năm 1967. Nhiều chiếc IS-3 vốn không hề bị phá hủy mà là do lính tăng Ai Cập đã tự bỏ xe để chạy trốn, nhờ vậy Israel đã thu được một số chiếc IS-3M còn nguyên vẹn, họ nhận thấy rằng chúng thích hợp với vai trò lập chốt phòng thủ hơn là kiểu chiến tranh xe tăng di chuyển nhanh trên sa mạc. Những chiếc không bị tháo rời được Israel chuyển thành các công sự phòng ngự tĩnh trong vùng Sông Jordan. Đa số những chiếc IS-3 của Ai Cập đã được cho ngừng hoạt động ít lâu sau cuộc chiến năm 1967, dù ít nhất một trung đoàn tăng IS-3 được giữ lại phục vụ mãi tới cuộc chiến tranh tháng 10 năm 1973.
Sau cuộc Chiến tranh Triều Tiên, Trung Quốc đã cố gắng tự sản xuất IS-2/IS-3 thành xe tăng hạng trung Kiểu 122. Dự án này đã bị huỷ bỏ nhường chỗ cho Kiểu 59, một phiên bản copy từ xe tăng hạng trung T-54A Liên Xô.

## Các mẫu IS
IS-85 (IS-1)model 1943 được trang bị một khẩu pháo 85 mm. Khi việc sản xuất IS-2 bắt đầu, nhiều chiếc được trang bị lại với súng 122 mm trước khi xuất xưởng.
IS-100Một phiên bản nguyên mẫu tử nghiệm được trang bị súng 100 mm; nó tham gia thử nghiệm so sánh với IS-122 được trang bị một khẩu pháo 122 mm. Dù IS-100 được báo cáo có khả năng chống thiết giáp tốt hơn, IS-122 với pháo 122mm được chọn vì có tính năng tổng thể tốt hơn.
IS-122 (IS-2 model 1943)model sản xuất năm 1943, được trang bị súng A-19 122 mm.
IS-2 model 1944 (thỉnh thoảng được gọi là "IS-2M")phiên bản cải tiến năm 1944 với pháo D-25T 122 mm, khoá nòng di chuyển nhanh hơn và một thiết bị kiểm soát bắn mới cho phép đạt tốc độ bắn nhanh hơn, giáp trước thân xe được cải tiến để có sức chống chịu cao hơn và chế tạo đơn giản hơn.
IS-2Mnhững chiếc tăng IS-2 hiện đại hoá của thập niên 1950, trang bị các thiết bị liên lạc vô tuyến mới.
IS-3thiết kế lại giáp năm 1944, với tháp pháo mới hình tròn, thân trước đúc có góc cạnh, tích hợp các khoang chứa trên xích. Bên trong giống với model IS-2 năm 1944, và được sản xuất đồng thời. Khoảng 350 chiếc đã được chế tạo trong chiến tranh, nhưng chưa kịp tham chiến thì Đức đã đầu hàng.
IS-3M (1952)Phiên bản hiện đại hoá của IS-3. Sáu cặp bánh xe như IS-3; được trang bị các bình nhiên liệu ngoài có thể phun khói ngụy trang.
IS-4thiết kế 1944, để cạnh tranh với IS-3. Thân dài hơn và giáp dày hơn IS-2. Khoảng 200 chiếc đã được chế tạo, nhưng sau chiến tranh.
IS-7 model 1948nguyên mẫu 1946, chỉ ba chiếc được chế tạo. Tất cả xe được thiết kế mới, trọng lượng 68 mét tấn, với khẩu pháo 130 mm (nòng dài 7020 mm) với bộ phận nạp đạn tự động và ổn định, kính viễn vọng có thể nhìn đêm, 8 súng máy, giáp dày từ 220 tới 300 mm và tốc độ trên đường đạt 60 km/h. Tổ lái 5 người.
T-10 (IS-8)Phiên bản cải tiến năm 1952 với một thân dài hơn, bảy cặp bánh thay vì sáu, một tháp pháo lớn hơn với một súng mới và thiết bị phun khói, một động cơ diesel cải tiến, và giáp dày hơn. Được đổi tên thành T-10.

## Những chiếc còn lại

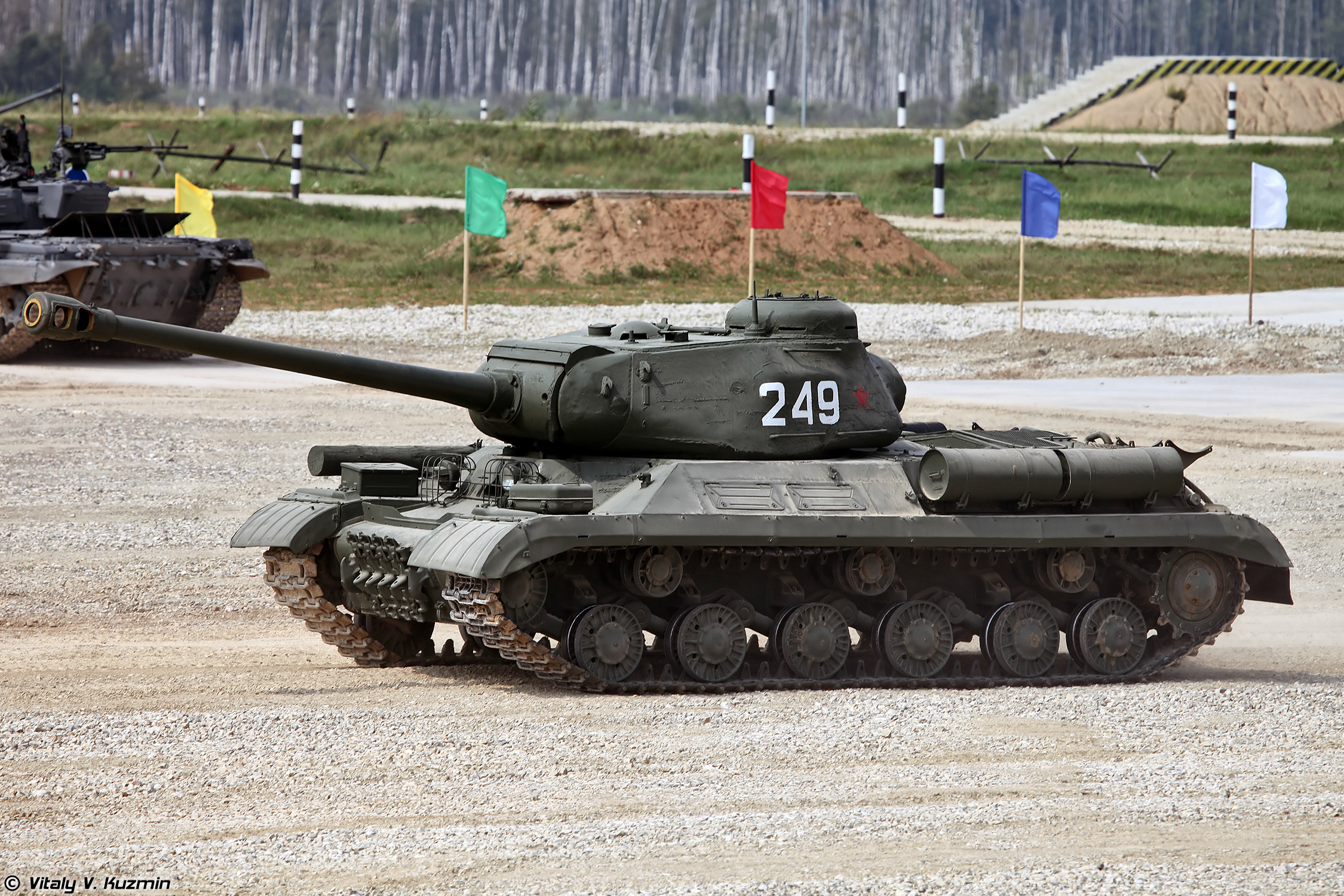
Một chiếc IS-2 Model 1943 được bảo quản trong tình trạng tốt để trình diễn ở Nga năm 2013.

Có nhiều chiếc IS-2 và IS-3 còn tồn tại, một số chiếc có thể thấy tại các địa điểm sau: 
IS-2
- Bảo tàng Quân đội Ba Lan, Warsaw, Ba Lan
- Bảo tàng Vũ khí, Poznań, Ba Lan
- Bảo tàng Kỹ thuật Quân sự, Lešany, Cộng hoà Séc.[26]
- Bảo tàng Quân đội Giải phóng Nhân dân, Bắc Kinh.
- Liberty Park, Overloon, Hà Lan.

IS-2M
- Bảo tàng Chiến tranh Đế quốc Duxford, Anh.
- Bảo tàng Tăng Kubinka, Nga.
- Công viên Chiến thắng tại Poklonnaya Gora, Moskva, Nga.

IS-3
- Bảo tàng Sư đoàn Thiết giáp IDF, Israel.
- Bảo tàng Vũ khí Thiết giáp, Trung tâm Huấn luyện Các lực lượng Lục quân, Poznań, Ba Lan (chiếc duy nhất vẫn có thể hoạt động)
- Bảo tàng Hậu cần Quân đội Hoa Kỳ, Aberdeen Proving Grounds, Maryland, USA.
- Victory Park ở phía bắc Ulyanovsk, Nga
- Ulyanovskoe SVU, Ulyanovsk, Nga
- Bảo tàng Kỹ thuật Quân sự, Lešany, Cộng hoà Séc.[26]